# Viviane Obenauf
Viviane Obenauf (Río de Janeiro, 25 de octubre de 1986) es una boxeadora profesional brasileña que estuvo activa entre 2014 y 2019. Ha desafiado tres veces por títulos mundiales; el título de peso ligero femenino de la OBI en 2017; el título de peso superpluma femenino de la FIB en 2018; y el título de peso superpluma femenino de la OBI en 2019.

## Carrera

### Peso ligero
Obenauf debutó como profesional el 21 de abril de 2014 en la EXPO Thun, celebrada en dicha ciudad suiza, obteniendo una victoria por decisión unánime en cuatro asaltos sobre Amra Okugic.
En su undécima pelea, con un récord de 9-1 (2 KO), se enfrentó a la ex medallista de oro olímpica Katie Taylor el 10 de diciembre de 2016 en el Manchester Arena, Manchester, en el segundo combate profesional de Taylor. El combate fue televisado en directo por Sky Sports Box Office como parte de la cartelera de la pelea por el título mundial de los pesos pesados entre Anthony Joshua y Éric Molina. Obenauf perdió por decisión a los puntos en seis asaltos. Obenauf trató de imponerse como agresora desde la campana inicial, pero la excampeona olímpica utilizó su defensa para evadir los ataques de Obenauf y comenzó a acecharla por el ring mientras se mantenía detrás del jab, peleando a rachas y lanzando golpes combinados a la cabeza y al cuerpo. En el segundo asalto, Obenauf tocó la lona como resultado de un contragolpe de izquierda, pero inmediatamente se puso en pie para protestar porque el árbitro marcó el derribo. Obenauf tuvo un momento de éxito en el tercer asalto, al alcanzar a Taylor con un gancho de derecha y un recto de izquierda que hizo que su oponente se tambalease. En el cuarto, Obenauf se vio afectada por los afilados jabs y las rápidas combinaciones de Taylor. Taylor empezó a lanzar sus veloces combinaciones con más frecuencia en el quinto, un asalto en el que Obenauf recibió un corte sobre el ojo izquierdo por un choque accidental de cabezas. Una Obenauf ensangrentada vio la campana final en el sexto asalto para recibir la segunda derrota de su carrera profesional.
Su siguiente pelea fue el 25 de marzo de 2017, contra Maja Milenkovic en el Centro de Congresos de Interlaken (Suiza). Obenauf ganó la pelea con un nocaut técnico (TKO) en el octavo asalto para capturar el título vacante de peso ligero femenino de la WBF.
Tres meses más tarde, luchó contra la invicta ex campeona interina del peso superpluma de la OMB, Ewa Brodnicka, el 24 de junio de 2017, en Gdańsk (Polonia). Obenauf sufrió la tercera derrota de su carrera, perdiendo por decisión dividida a lo largo de diez asaltos, con dos jueces puntuando el combate 96-93 y 95-94 a favor de Brodnicka, mientras que el tercero lo puntuó 95-94 para Obenauf.
Tras ganar sus dos siguientes combates, el 2 de diciembre de 2017 se enfrentó a la invicta aspirante británica Chantelle Cameron en Leicester (Inglaterra) por el título vacante de peso ligero femenino de la IBO. Obenauf perdió la pelea a través de la retirada de la esquina en el sexto asalto (RTD) después de que la esquina de Obenauf la retirara de la contienda entre asaltos, sufriendo la primera derrota por nocaut de su carrera.

### Peso superpluma
Tras la derrota ante Cameron, Obenauf luchó contra otra perspectiva británica invicta en Natasha Jonas, por el título internacional femenino de peso superpluma de la AMB, el 4 de agosto de 2018 en el Ice Arena Wales en Cardiff (Gales). Obenauf se anotó una sorprendente victoria con un TKO en el cuarto asalto. Obenauf salió con fuerza desde la campana de apertura, asfixiando a la ex olímpica con combinaciones a la cabeza y aterrizando algunas manos derechas limpias y rectas. Jonas volvió a la carga en el segundo asalto, asestando sus propios golpes. En los últimos 40 segundos del tercer asalto, tras una embestida de Obenauf que culminó con un derechazo, Jonas cayó a la lona. Después de ver cómo su oponente se recuperaba antes de que el árbitro contara hasta diez, Obenauf descargó un aluvión de golpes sobre Jonas, que terminó de nuevo con un derechazo que derribó a la británica por segunda vez. Obenauf salió en el cuarto empleando la misma táctica, haciendo caer a Jonas y lanzando grandes golpes. A mitad del asalto, Obenauf aterrizó con otra gran mano derecha para derribar a Jonas por tercera vez. Con la espalda de Jonas contra las cuerdas, Obenauf lanzó una combinación de derecha e izquierda que hizo que las piernas de su rival se doblaran, y el árbitro estuvo a punto de intervenir. Obenauf lanzó otro gancho de izquierda que hizo que Jonas se desplomara contra las cuerdas, momento en el que el árbitro Michael Alexander intervino y dio por terminada la pelea mientras el entrenador de Jonas, Joe Gallagher, tiraba la toalla a falta de 18 segundos para el final del asalto.
En su siguiente pelea desafió a la campeona del peso superpluma femenino de la FIB, Maïva Hamadouche, el 4 de diciembre de 2018 en el Zénith de París-La Villette. Obenauf perdió en su primer desafío de un título mundial importante vía RTD en el quinto asalto.
Después de derrotar a Monika Antonik en abril de 2019 por decisión unánime en seis asaltos, Obenauf desafió su segundo título mundial de peso superpluma contra la actual campeona Terri Harper el 2 de noviembre de 2019 en el Manchester Arena, con el título de la IBO en juego. La pelea estaba en el undercard de la pelea por el título de peso superligero de la OMB entre Christina Linardatou y Katie Taylor. Obenauf perdió la pelea por decisión unánime, con las tarjetas de puntuación de los jueces que indicaban 97-93, 99-92 y 99-91.

## Retiro y vida posterior
Tras perder contra Terri Harper en noviembre de 2019, Obenauf se retiró del boxeo. Tras su retiro, trabajó brevemente en la industria de alimentos y bebidas antes de abrir su propio gimnasio en Suiza.
En diciembre de 2020, fue detenida en relación con la muerte de su marido, de 61 años, que fue encontrado muerto en su casa suiza tras ser supuestamente víctima de una "agresión violenta sostenida", sufriendo "lesiones graves" causadas por un objeto contundente. También fue expulsada del país durante 12 años. Posteriormente, Obenauf llevó la sentencia a instancias superiores para recurrirla. En diciembre de 2022, fue declarada culpable de asesinato y condenada a 16 años de prisión.

## Combates realizados
| Número | Resultado | Récord | Oponente           | Método             | Fecha                   | Ronda  | Localización |
| ------ | --------- | ------ | ------------------ | ------------------ | ----------------------- | ------ | ------------ |
| 20     | Derrota   | 14–6   | Terri Harper       | Decisión (unánime) | 2 de noviembre de 2019  | 10     | Mánchester   |
| 19     | Victoria  | 14–5   | Monika Antonik     | Decisión (unánime) | 27 de abril de 2019     | 6      | Interlaken   |
| 18     | Derrota   | 13–5   | Maïva Hamadouche   | RTD                | 4 de diciembre de 2018  | 5 (10) | París        |
| 17     | Victoria  | 13–4   | Natasha Jonas      | TKO (golpes)       | 4 de agosto de 2018     | 4 (10) | Cardiff      |
| 16     | Derrota   | 12–4   | Chantelle Cameron  | RTD                | 2 de diciembre de 2017  | 6 (10) | Leicester    |
| 15     | Victoria  | 12–3   | Sylwia Maksym      | TKO (golpes)       | 7 de octubre de 2017    | 5 (6)  | Berna        |
| 14     | Victoria  | 11–3   | Consolata Musanga  | Decisión (unánime) | 1 de julio de 2017      | 6      | Berna        |
| 13     | Derrota   | 10–3   | Ewa Brodnicka      | SD                 | 24 de junio de 2017     | 10     | Gdansk       |
| 12     | Victoria  | 10–2   | Maja Milenkovic    | TKO (golpes)       | 25 de marzo de 2017     | 8 (10) | Interlaken   |
| 11     | Derrota   | 9–2    | Katie Taylor       | PTS                | 10 de diciembre de 2016 | 6      | Mánchester   |
| 10     | Victoria  | 9–1    | Karina Kopinska    | Decisión (unánime) | 1 de octubre de 2016    | 6      | Berna        |
| 9      | Victoria  | 8–1    | Klaudia Szymczak   | KO                 | 9 de septiembre de 2016 | 1 (6)  | Interlaken   |
| 8      | Victoria  | 7–1    | Bojana Libiszewska | Decisión (unánime) | 27 de febrero de 2016   | 4      | Berna        |
| 7      | Derrota   | 6–1    | Vissia Trovato     | Decisión (unánime) | 7 de noviembre de 2015  | 6      | Ascona       |
| 6      | Victoria  | 6–0    | Semra Bogucanin    | TKO (golpes)       | 30 de mayo de 2015      | 5 (6)  | Worb         |
| 5      | Victoria  | 5–0    | Kallia Kourouni    | Decisión (unánime) | 6 de abril de 2015      | 6      | Thun         |
| 4      | Victoria  | 4–0    | Luchiya Doncheva   | TKO (golpes)       | 26 de diciembre de 2014 | 3 (6)  | Berna        |
| 3      | Victoria  | 3–0    | Zsofia Bedo        | KO                 | 1 de noviembre de 2014  | 2 (6)  | Berna        |
| 2      | Victoria  | 2–0    | Bojana Libiszewska | Decisión (unánime) | 9 de junio de 2014      | 4      | Burgdorf     |
| 1      | Victoria  | 1–0    | Amra Okugic        | Decisión (unánime) | 21 de abril de 2014     | 4      | Thun         |